# Lijst van nummer 1-hits in Australië in 1997
Deze hits stonden in 1997 op nummer 1 in de ARIA Charts, de bekendste hitlijst in Australië.
| Datum        | Artiest                       | Titel                                                              |
| ------------ | ----------------------------- | ------------------------------------------------------------------ |
| 5 januari    | Geen lijst verschenen         | Geen lijst verschenen                                              |
| 12 januari   | Spice Girls                   | Wannabe                                                            |
| 19 januari   | Savage Garden                 | To the Moon and Back                                               |
| 26 januari   | Silverchair                   | Freak                                                              |
| 2 februari   | Silverchair                   | Freak                                                              |
| 9 februari   | No Doubt                      | Don't Speak                                                        |
| 16 februari  | No Doubt                      | Don't Speak                                                        |
| 23 februari  | No Doubt                      | Don't Speak                                                        |
| 2 maart      | No Doubt                      | Don't Speak                                                        |
| 9 maart      | No Doubt                      | Don't Speak                                                        |
| 16 maart     | No Doubt                      | Don't Speak                                                        |
| 23 maart     | No Doubt                      | Don't Speak                                                        |
| 30 maart     | No Doubt                      | Don't Speak                                                        |
| 6 april      | Savage Garden                 | Truly Madly Deeply                                                 |
| 13 april     | Savage Garden                 | Truly Madly Deeply                                                 |
| 20 april     | Savage Garden                 | Truly Madly Deeply                                                 |
| 27 april     | Savage Garden                 | Truly Madly Deeply                                                 |
| 4 mei        | Savage Garden                 | Truly Madly Deeply                                                 |
| 11 mei       | Savage Garden                 | Truly Madly Deeply                                                 |
| 18 mei       | Savage Garden                 | Truly Madly Deeply                                                 |
| 25 mei       | Savage Garden                 | Truly Madly Deeply                                                 |
| 1 juni       | Hanson                        | MmmBop                                                             |
| 8 juni       | Hanson                        | MmmBop                                                             |
| 15 juni      | Hanson                        | MmmBop                                                             |
| 22 juni      | Hanson                        | MmmBop                                                             |
| 29 juni      | Hanson                        | MmmBop                                                             |
| 6 juli       | Hanson                        | MmmBop                                                             |
| 13 juli      | Hanson                        | MmmBop                                                             |
| 20 juli      | Hanson                        | MmmBop                                                             |
| 27 juli      | Hanson                        | MmmBop                                                             |
| 3 augustus   | Puff Daddy, Faith Evans & 112 | I'll Be Missing You                                                |
| 10 augustus  | Puff Daddy, Faith Evans & 112 | I'll Be Missing You                                                |
| 17 augustus  | Puff Daddy, Faith Evans & 112 | I'll Be Missing You                                                |
| 24 augustus  | Puff Daddy, Faith Evans & 112 | I'll Be Missing You                                                |
| 31 augustus  | Puff Daddy, Faith Evans & 112 | I'll Be Missing You                                                |
| 7 september  | Will Smith                    | Men in Black                                                       |
| 14 september | Will Smith                    | Men in Black                                                       |
| 21 september | Will Smith                    | Men in Black                                                       |
| 28 september | Will Smith                    | Men in Black                                                       |
| 5 oktober    | Elton John                    | Something About the Way You Look Tonight / Candle in the Wind 1997 |
| 12 oktober   | Elton John                    | Something About the Way You Look Tonight / Candle in the Wind 1997 |
| 19 oktober   | Elton John                    | Something About the Way You Look Tonight / Candle in the Wind 1997 |
| 26 oktober   | Elton John                    | Something About the Way You Look Tonight / Candle in the Wind 1997 |
| 2 november   | Elton John                    | Something About the Way You Look Tonight / Candle in the Wind 1997 |
| 9 november   | Elton John                    | Something About the Way You Look Tonight / Candle in the Wind 1997 |
| 16 november  | Aqua                          | Barbie Girl                                                        |
| 23 november  | Aqua                          | Barbie Girl                                                        |
| 30 november  | Aqua                          | Barbie Girl                                                        |
| 7 december   | Chumbawamba                   | Tubthumping                                                        |
| 14 december  | Chumbawamba                   | Tubthumping                                                        |
| 21 december  | Chumbawamba                   | Tubthumping                                                        |
| 28 december  | Aqua                          | Doctor Jones                                                       |